# 藤井栄一郎
藤井 栄一郎（ふじい えいいちろう、1954年（昭和29年）5月12日 - ）は、日本の政治家。埼玉県白岡市長（2期）。元白岡市議会議員（3期）。

## 来歴
埼玉県白岡市出身。親は農業を営んでいた。白岡町立菁莪小学校、白岡町立菁莪中学校、埼玉県立杉戸農業高等学校卒業。旧埼玉銀行（現・埼玉りそな銀行）に入行。銀行再編の中、早期退職制度の募集があり、支店長代理だった48歳で退職。農業などをしながら地域の活動に関わった。また、ゴルフ練習場「黒浜グリーンゴルフ」の支配人となった。
2011年（平成23年）、白岡町議会議員に初当選。白岡町は2012年10月1日に市制施行し、白岡市となった。
2015年（平成27年）から2019年（平成31年）まで議長を務めた。
2020年（令和2年）11月15日に行われた白岡市長選挙に、元知事の上田清司、知事の大野元裕、県議の岡重夫の支援を受けて立候補。自民党の推薦と、引退する小島卓市長の支援を受けた元市議の井上日出巳との一騎打ちを制し、初当選した。同年11月26日、市長就任。
※当日有権者数：43,574人 最終投票率：44.20%（前回比：＋7.60pts）
| 候補者名   | 年齢 | 所属党派 | 新旧別 | 得票数   | 得票率 | 推薦・支持         |
| ---------- | ---- | -------- | ------ | -------- | ------ | ------------------ |
| 藤井栄一郎 | 66   | 無所属   | 新     | 10,864票 | 57.04% |                    |
| 井上日出巳 | 67   | 無所属   | 新     | 8,182票  | 42.96% | （推薦）自由民主党 |

2024年（令和6年）11月17日に行われた市長選挙に前市議の中村匡志を破り再選。※当日有権者数：43,704人 最終投票率：41.63%（前回比：-2.57pts）
開票結果は、当選 藤井栄一郎（70歳）無所属 現 9,820票（54.68%）、中村匡志（47歳）無所属 新 8,138票（45.32%）だった。